# 347 (szám)
A 347 (római számmal: CCCXLVII) egy természetes szám, prímszám.

## A szám a matematikában
A tízes számrendszerbeli 347-es a kettes számrendszerben 101011011, a nyolcas számrendszerben 533, a tizenhatos számrendszerben 15B alakban írható fel.
A 347 páratlan szám, prímszám. Jó prím. Biztonságos prím. Mírp. Normálalakban a 3,47 · 102 szorzattal írható fel.
Friedman-szám, mivel 347 = 73 + 4.
Szigorúan nem palindrom szám.
A 347 négyzete 120 409, köbe 41 781 923, négyzetgyöke 18,62794, köbgyöke 7,02711, reciproka 0,0028818. A 347 egység sugarú kör kerülete 2180,26530 egység, területe 378 276,02983 területegység; a 347 egység sugarú gömb térfogata 175 015 709,8 térfogategység.